# Polycentropus criollo
Polycentropus criollo är en nattsländeart som beskrevs av Lazar Botosaneanu 1980. Polycentropus criollo ingår i släktet Polycentropus och familjen fångstnätnattsländor. Inga underarter finns listade i Catalogue of Life.